# فرانك جي. فينلايسون
فرانك جي. فينلايسون هو قاضي وسياسي أمريكي، ولد في 24 مارس 1864 في بنديجو في أستراليا، وتوفي في 9 فبراير 1947 في لوس أنجلوس في الولايات المتحدة. انتخب عضو جمعية ولاية كاليفورنيا ‏.